# Aegoschema
Aegoschema – rodzaj chrząszczy z rodziny kózkowatych. 

## Zasięg występowania
Przedstawiciele tego rodzaju występują w Ameryce Południowej od Ekwadoru  i Gujany Francuskiej na płn. po Boliwię na płd.

## Systematyka
Do Aegoschema zaliczanych jest 9 gatunków:
- Aegoschema adspersum
- Aegoschema barnouini
- Aegoschema cinereum
- Aegoschema fanchonae
- Aegoschema migueli
- Aegoschema moniliferum
- Aegoschema morvanae
- Aegoschema obesum
- Aegoschema peruvianum.